# Charles Malato
Charles Malato (Foug, 7 settembre 1857 – Parigi, 7 novembre 1938) è stato uno scrittore, giornalista, anarchico consigliere alla Camera dei Deputati francese.
Militante libertario, fu anche massone, membro della Grande Loggia Simbolica Scozzese.

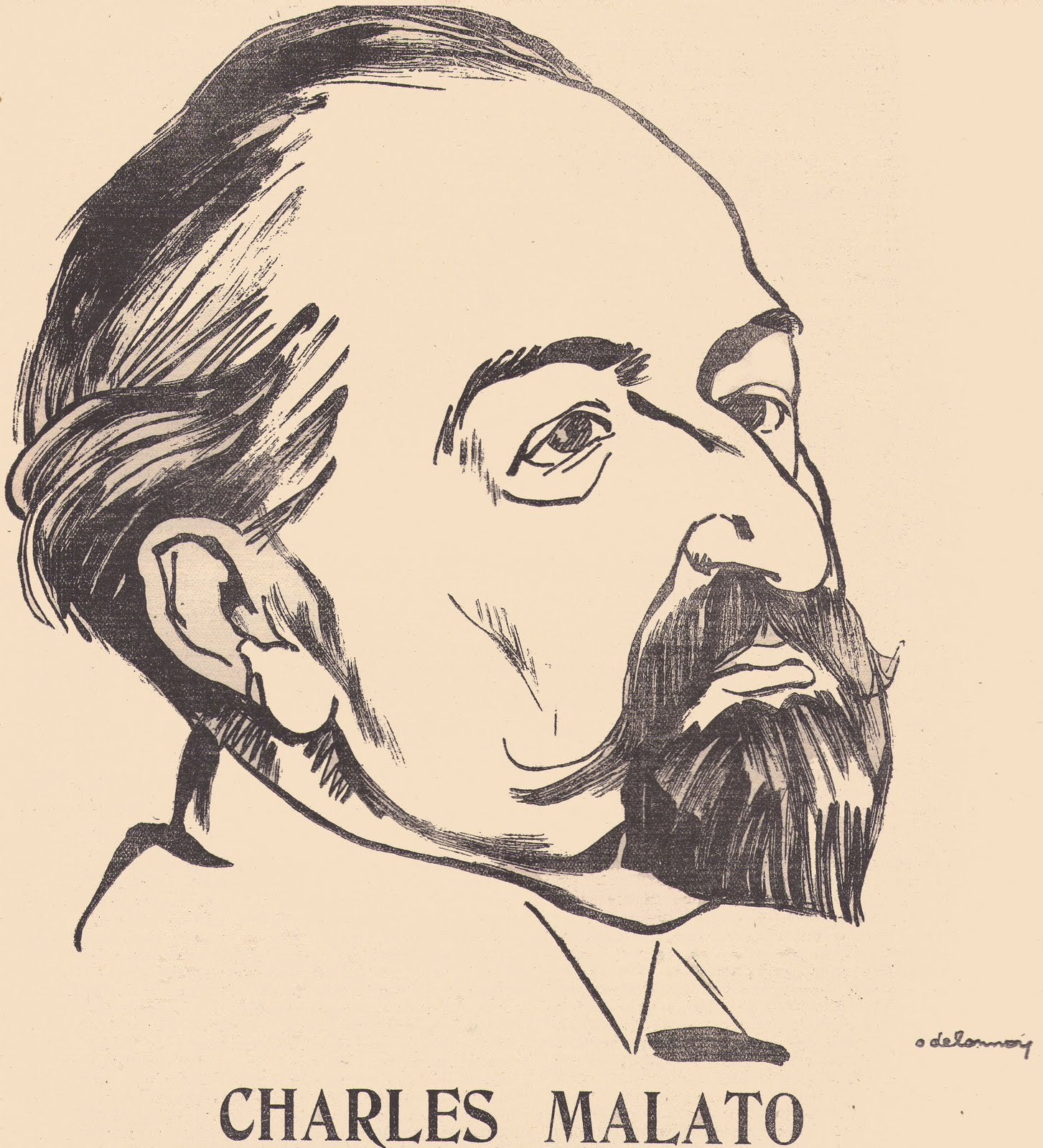
Caricatura di Malato realizzata da Aristide Delannoy, nel 1909, per Les Hommes du jour.

Dagli anni ottanta alla Grande Guerra, fu una nota figura dell'anarchismo in Francia, ed un «nodo di interscambio» per il movimento libertario europeo.
Con la prima guerra mondiale, è uno dei firmatari del Manifesto dei Sedici, che riunisce i libertari favorevoli alla «Sacra unione» contro la Germania.

## Biografia
A diciassette anni è deportato con i genitori comunardi nel bagno penale della Nuova Caledonia.
Tornato in Francia, è condannato a quindici mesi di prigionia per «incitazione all'omicidio, saccheggio e incendio».
Va in esilio a Londra.
All'epoca dell'Affaire Dreyfus, dirige il Journal du peuple con Sébastien Faure e partecipa al comitato rivoluzionario incaricato di reagire alle manifestazioni dei nazionalisti.
Arrestato in seguito ad un attentato contro Alfonso XIII è processato dal 27 novembre 1905 e verrà assolto.
Fra il 1907 ed il 1914, Charles Malato collabora ai fogli La Guerre sociale e La Bataille syndicaliste.
Fu amico dell'educatore libertario spagnolo Francisco Ferrer.
All'inizio della Prima Guerra Mondiale, aderisce alla «Sacra unione» e, in seguito, firma il Manifesto dei Sedici.

## Opere
- L’Assassinat de Ferrer, 1911.
- Avant l’heure, 1887.
- Barbapoux, dramma satirico in due atti, 1901.
- César, opera satirica in due atti, s.d.
- Les Classes sociales au point de vue de l'évolution zoologique, 1907.
- De la Commune à l'anarchie, 1894.
- Entre deux amours, 1880 ?
- Les Forains, 1925.
- La Grande Grève, roman social, 1905, con il sottotitolo di «romanzo sociale».
- Les Joyeusetés de l’exil, 1897.
- Le Nouveau Faust, 1919.
- Perdu au Maroc, s.d.
- Philosophie de l'anarchie, 1889.
- Pierre Vaux ou Les Malheurs d'un instituteur, s.d.
- Prison fin-de-siècle. Souvenirs de Pélagie.
- Révolution chrétienne et révolution sociale1891.